# Barcelona Open Banc Sabadell 2016
Barcelona Open Banc Sabadell 2016 — тенісний турнір, що проходив на ґрунтових кортах у місті Барселона, Іспанія з 18 квітня. Належав до категорії ATP 500, був турніром серії Відкритий чемпіонат Барселони з тенісу 2016 року.

## Фінальна частина

### Одиночний розряд
Рафаель Надаль —  Нісікорі Кей 6–4, 7–5

### Парний розряд
Боб Браян /  Майк Браян —  Пабло Куевас /  Марсель Гранольєрс 7–5, 7–5